# یهود (اسرائیل)
یهود (به لاتین: Yehud) یک شهر در اسرائیل است که در استان مرکز (اسرائیل) واقع شده‌است. یهود ۲۵٬۶۰۴ نفر جمعیت دارد.

## خواهرخوانده
شهرهای اکلاهما سیتی و برگاما خواهرخوانده‌های یهود (اسرائیل) هستند.